# پریتسیر
پریتسیر (به آلمانی: Pritzier) یک شهر در آلمان است که در لودویگسلوست-پارشیم واقع شده‌است. پریتسیر ۵۱۱ نفر جمعیت دارد.